# Simon Pagenaud
Simon Pagenaud, född 18 maj 1984, är en fransk racerförare.
Simon Pagenaud kör för närvarande för Team Penske I Indycar Series. Han vann Indycar Series 2016 och Indianapolis 500 2019.

## Racingkarriär
Pagenaud inledde sin karriär i Formula Renault Campus France, där han kom tvåa 2001. 2002 kom han trea i Championnat de France Formula Renault 2.0. Det gav chansen att köra hela säsongen 2003 i Formula Renault 2000 Masters, där han slutade trea, vilket han följde upp med en andraplats år 2004. Han gjorde en misslyckad säsong i Formula Renault 3.5 Series 2005, då han slutade på en sextondeplats, vilket gjorde att han satsade på Champ Car Atlantic för 2006. Där gjorde Pagenaud succé och vann serien tack vare en enorm jämnhet, som gjorde att han inte behövde mer än en seger. Han gick upp till huvudserien Champ Car för 2007 med Team Australia, där han slutade åtta, distanserad av teamkamraten Will Power, och när serien lades ner hittade inte Pagenaud någon styring i IndyCar. Han gjorde under 2008 en halv säsong i ALMS, och körde även Le Mans 24-timmars, där hans team inte kom i mål. I ALMS slutade han nia i förarmästerskapet i LMP2.